# واد السلام
واد السلام (Oued Essalem ) هي إحدى بلديات ولاية غليزان الجزائرية والتابعة لدائرة منداس حيث تقع بين ثلاث ولايات غليزان وتيارت ومعسكر , تضم البلدية حوالي 9٫319 نسمة حسب إحصاء 2008 وتتربع على مساحة 292.5 كم² .
شهدت منطقة واد السلام إحدى معاقل قبيلة فليتة التاريخية إبان الإحتلال الفرنسي مقاومة عنيفة للفرنسيين بقيادة سيدي لزرق بلحاج  إبن المنطقة الذي أنهك قوات العدو إلا أنه أستشهد في 05 جوان 1864.

## التسمية

### مناخ
تتميز واد السلام بمناخ حار وجاف مع ميل جبلي طفيف. غالبًا ما يكون الشتاء ممطرًا، وأحيانًا ثلجيًا.

### موقع
تقع واد السلام بالجنوب الشرقي لولاية غليزان، تمتد على مساحة 292.95 كيلومتر مربع ويمر بها  واد المناصفة وهي أكبر بلدية في ولاية غليزان.

## مواصلات
تضم البلدية العديد من الطرقات أبرزها:
- الطريق الوطني رقم 23.
- الطريق الوطني رقم 91.
- الطريق الولائي رقم 18.

## التعليم
- ثانوية بوسحابة أحمد.[7]

## أعلام
- الميسوم الفقيه[8]
- سيدي لزرق بلحاج
- لرزق بن علو

## وصلات خارجية
- بلديـة وادي السلام